# 1661

## Esdeveniments
- Acaba el poder d'Holanda sobre Taiwan
- Isaac Newton ingressa a la facultat
- Primera emissió d'un bitllet per un banc europeu (Suècia)
- Primera Bíblia impresa en Amèrica [cal citació]
- Robert Boyle fa la descripció química dels elements
- 26 de desembre - La Haia: signatura del Tractat de partició del ducat de Limburg i els Països enllà del Mosa entre Espanya i la república de les Set Províncies Unides
- Incendi d'una part del Castell de Blankenhain

- Madrid, Regne de Castella: es comença a publicar la Gaceta de Madrid, primer periòdic d'informació general publicat al regne.

## Naixements
- 6 de novembre, (Madrid, Espanya): Carles II.

Fill de Felip IV i de Marianna d'Àustria, darrer rei de Castella de la llinatge dels Ausburg.
- 9 de juny (Moscou, Rússia): Teodor III de Rússia tsar de Rússia.
- 16 de juliol, (Ville-Marie −antic nom de Mont-real—, Quebec: Pierre Le Moyne d'Iberville: explorador francès, fundador de la colònia de Louisiana (m. 1706).[1]
- 2 de setembre,Hoenkirchen: Georg Böhm, organista i compositor alemany del Barroc (m. 1733).[2]

## Necrològiques
- 5 de febrer, Pequín (Xina): Emperador Shunzhi de la dinastia Qing.[3]

- 6 de juny, Hangzhou (Xina): Martino Martini, jesuïta italià, missioner a la Xina (n. 1614).[4]
- 6 d'octubre, Ulm, Alemanya: Martin Zeiller, teòleg protestant
- Ambrosius Profe, compositor